# جارویس وارنادو
جارویس وارنادو (انگلیسی: Jarvis Varnado؛ زادهٔ ۱ مارس ۱۹۸۸) بازیکن بسکتبال اهل ایالات متحده آمریکا است.
از باشگاه‌هایی که در آن بازی کرده‌است می‌توان به میامی هیت، فیلادلفیا سونتی‌سیکسرز، شیکاگو بولز، بوستون سلتیکس، و ویرتوس رم اشاره کرد.
وی در مسابقات کشوری و بین‌المللی در مجموع برندهٔ ۱ مدال برنز شده‌است.